# Scytopetalum
Scytopetalum là một chi thực vật có hoa trong họ Lecythidaceae.

## Loài
Chi Scytopetalum gồm các loài: